# 공보험
공보험(public insurance)란 사보험의 반대개념으로 국가나 공공단체에서 운영하는 보험제도를 말한다. 한국의 국민건강보험이 대표적인 예이다. 

## 참고 문헌
- 이기수∙최병규∙김인현, 『보험∙해상법』, 박영사, 2008. ISBN 9788910515210